# Mewar

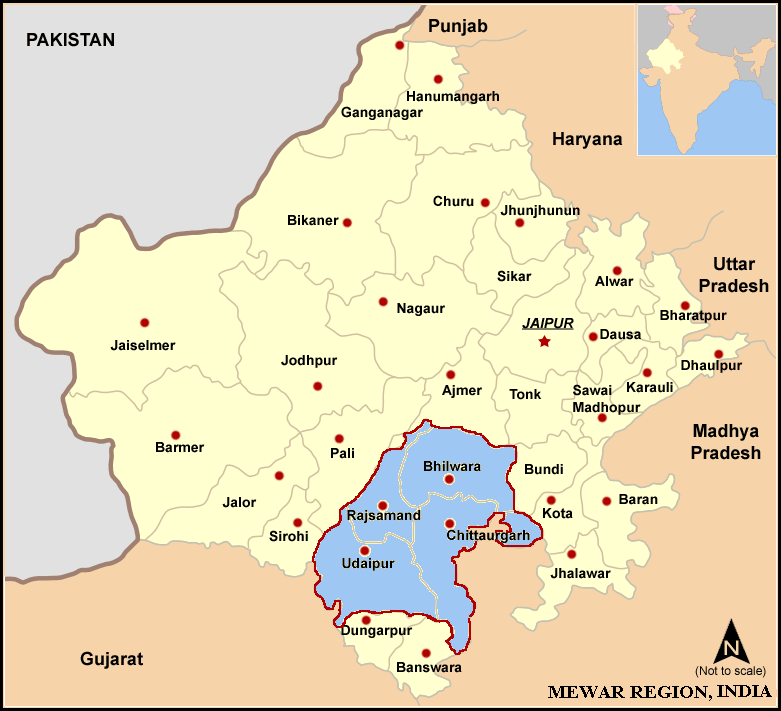
Mapa da região de Mewar

Mewar (também conhecido como Udaipur, pelo nome de sua capital) é uma região do centro-sul do Rajastão. Inclui os distritos atuais de Bhilwara, Chittorgarh, Rajsamand, Udaipur, Pirawa Tehsil do Distrito de Jhalawar do Rajastão, Neemuch e Mandsaur de Madhya Pradesh e algumas partes de Gujarat. Na literatura sânscrita, é conhecido como Maidpat.

## Etimologia
A palavra "Mewar" é a forma vernacular de "Medapata" (IAST: Medapāṭa), o antigo nome da região. A epígrafe mais antiga que menciona a palavra "Medapata" é uma inscrição de 996-997 d.C. (1053 VS) descoberta em Hathundi (Bijapur). A palavra pata ou pataka refere-se a uma unidade administrativa. De acordo com o historiador G. C. Raychaudhuri, Medapata recebeu o nome da tribo Meda, mencionada no Brihat-Samhita de Varāhamihira. A inscrição 1460 de Kumbhalgarh associa os Medas com Vardhana-giri (a moderna ciade de Badnor, na região de Mewar). O historiador Sashi Bhusan Chaudhuri associa os antigas Medas com o moderno povo de Mer. A inscrição Mount Abu (Achaleshwar) de 1285 d.C. (1342 VS) do rei Guhila Samarasimha fornece a seguinte etimologia ao descrever as conquistas militares de seu ancestral Bappa Rawal (Bappaka): "Este país que foi, em batalha, totalmente submerso no gotejamento gordura (medas) de pessoas más por Bappaka leva o nome de Śrī Medapāṭa." O historiador Anil Chandra Banerjee descarta isso como uma "fantasia poética".

## Geografia
As porções norte e leste de Mewar são constituídas por um planalto elevado, enquanto as porções oeste e sul foram rochosas e montanhosas com densas florestas. A divisória da bacia hidrográfica entre a drenagem da Golfo de Bengala e a drenagem do Golfo de Cambaia passa quase pelo centro de Mewar. A parte norte e leste de Mewar é uma planície levemente inclinada, drenada pelo Bedach e pelo rio Banas e seus afluentes, que estão vazios. noroeste para o rio Chambal, um afluente do rio Yamuna. A parte sul e oeste da região é montanhosa, e marca a divisão entre os Banas e seus afluentes e as cabeceiras dos rios Sabarmati e Mahi e seus afluentes, que drenam sul para o Golfo de Cambaia através do estado Gujarate. A Faixa Aravalli, que forma o limite noroeste da região, é composta principalmente de rochas sedimentares, como mármore e pedra de Kota, que tradicionalmente tem sido um importante material de construção.

## História
O estado de Mewar foi fundado por volta de 530 d.C. Mais tarde, predominantemente, chamado também de Udaipur após o nome da capital. Em 1568, o imperador Akbar conquistou Chittorgarh, a capital de Mewar. Em 1576, Maharana Pratap, o governante de Mewar, foi derrotado na Batalha de Haldighati e Gogunda, os estados de Udaipur e Kumbalgarh foram conquistados. No entanto, através da guerras de guerrilhas, Mahrana Pratap recapturou o Mewar Ocidental.  Em 1615, Amar Singh I aceitou a suserania Mughal sobre Mewar. Ele permaneceu nas mãos Mughal por aproximadamente 150 anos. Quando o Estado de Udaipur se uniu à União Indiana em 1949, ela foi governada pelas dinastias Rajputs de Mori, Guhilot e Sisodia por mais de 1.400 anos. Chittaurgarh era a capital dos clãs de Sisodia de Rajputs de Mewar.